# Conrad Ricamora
Conrad Wayne Ricamora, ameriški igralec in pevec, * 17. februar 1979, Santa Maria, Kalifornija, ZDA.
Najbolj je znan po vlogi Oliverja Hamptona v seriji How to Get Away with Murder.

## Kariera
Ricamora je leta 2013 nastopal v vlogi Ninoya Aquina v muzikalu Here Lies Love v gledališču Off-Broadway. Za izjemno odigrano vlogo v muzikalu je dobil nagrado Theatre World Award ter bil nominiran za nagrado Lucille Lortel Award.
Leta 2014 je bil izbran za vlogo Oliverja Hamptona v seriji How to get away with murder. V Oliverja je zaljubljen Connor Walsh, lik, ki ga igra Jack Falahee. V tretji sezoni bo njegov lik Oliver, postal eden izmed osrednjih likov serije.
Ricamora igra v novi postavitvi  boadwayjskega muzikala The King and I (avtorja Richard Rodgers in Oscar Hammerstein II.) v gledališču Lincoln Center Theatre enega izmed skrivnih ljubimcev po imenu Lun Tha, režija: Bartlett Sher. Predstava je bila nominirana za Grammyja v kategoriji Best Musical Theater Album.

## Zasebno življenje
Rojen je bil v kraju Santa Maria,v zvezni državi Kaliforniji. Je sin Rona Ricamore, ki je delal pri Vojnem letalstvu ZDA, ter Debbie Bolender, socialne delavke. Njegov oče je bil rojen v Manili in se je v ZDA preselil pri desetih letih.  Njegov oče je potomec Filipincev ter posvojen. Njegova mati je nemško-irskih korenin
Conrad Ricamora je gej.

## Filmografija

### Film
| Leto | Naslov                                      | Vloga       |
| ---- | ------------------------------------------- | ----------- |
| 2006 | Talladega Nights: The Ballad of Ricky Bobby | DMV Officer |

### Televizija
| Leto         | Naslov                      | Vloga          | Opombe      |
| ------------ | --------------------------- | -------------- | ----------- |
| 2014–present | How to Get Away with Murder | Oliver Hampton | 22 episodes |

### Gledališče
| Leto         | Naslov         | Vloga        | Opombe                                                                                             |
| ------------ | -------------- | ------------ | -------------------------------------------------------------------------------------------------- |
| 2013–2015    | Here Lies Love | Ninoy Aquino | Nagrada Theatre World Award Nominiran—Lucille Lortel Award for Outstanding Lead Actor in a Musical |
| 2015–present | The King and I | Lun Tha      | Nagrada The Grammy Award Nominiran —Best Musical Theater Album                                     |